# Syleena Johnson
Syleena Johnson (Harvey, 1976. szeptember 2. –) amerikai R&B- és soulénekesnő, dalszerző, színésznő. Édesanyja, Brenda Thompson volt az első fekete nő, aki rendőrfőnök lett az Egyesült Államokban. 2004-es „All Falls Down” című kislemeze a Billboard Hot 100-on a hetedik volt.

## Pályafutása
Gyerekként hangszálproblémákkal küzdött. A műtét után két évig logopédiai kezeléselen vett részt. 
Az iowai Iowai Egyetemen tanult. Tanulmányai alatt a pszichológiáról a zenére váltott, amit 1996-ban az Iowa Állami Egyetemen folytatott.
1994-ben segített megírni apja albumát, a „Back In The Game”-et, és közreműködött egy duettben vele, a „Dipped In The Water”-ben. 1997-ben egy jótékonysági kosárlabda-mérkőzésen találkozott a Jive Records egyik asszisztensével, és adott neki egy demót. A lemezkiadó azonnal lemezszerződést ajánlott neki. Olyan R&B klasszikusokat dolgozott fel, mint Diana Ross „Love Hangover” című száma és a Womack & Womack-től „Baby I’m Scared of You” című dal.
1997-ben vette fel a kapcsolatot a New York-i Jive Recordsszal. 1998-ban kiadta debütáló albumát, a "Love Hangover"-t, amelyen soulklasszikusok feldolgozásai szerepeltek. A Jive Recordsszal való együttműködés eredményeként 2001-ben megjelent a „Chapter 1: Love, Pain & Forgiveness” című album, amelyre a dalokat maga írta. Második albuma, a „Chapter 2: The Voice” 2002-ben jelent meg. 2005-ben és 2009-ben kiadta a „Chapter 3: The Flesh” és a „Chapter 4: Labor Pains” című albumokat. 
Következő lemezei: Chapter 5: Underrated (2011), Chapter 6: Couples Therapy (2014), Rebirth of Soul (2017). Woman (2020), Legacy (2024).

## Stúdióalbumok
- Chapter 1: Love, Pain & Forgiveness (2001)
- Chapter 2: The Voice (2002)
- Chapter 3: The Flesh (2005)
- Chapter 4: Labor Pains (2009)
- Chapter 5: Underrated (2011)
- Chapter 6: Couples Therapy (2014)
- Rebirth of Soul (2017)
- Woman (2020)
- Legacy (2024)

### Egyéb albumok
- 1999: Love Hangover
- 2008: I Am Your Woman: The Best of
- 2009: Chapter IV: Labor Pains
- 2011: Chapter V: Underrated
- 2012: Acoustic Soul Sessions
- 2013: 9ine

## Filmek
- Syleena Johnson az IMDb-n